# Calenia
Calenia är ett släkte av lavar. Calenia ingår i familjen Gomphillaceae, ordningen Ostropales, klassen Lecanoromycetes, divisionen sporsäcksvampar och riket svampar.
|         | Gyalectidium                    |
|         |                                 |
|         | Gyalideopsis                    |
|         |                                 |
|         | Gyalidea                        |
|         |                                 |
|         | Aderkomyces                     |
|         |                                 |
|         | Jamesiella                      |
|         |                                 |
|         | Asterothyrium                   |
|         |                                 |
|         | Diploschistella                 |
|         |                                 |
|         | Psorotheciopsis                 |
|         |                                 |
|         | Phyllogyalidea                  |
|         |                                 |
|         | Sagiolechia                     |
|         |                                 |
| Calenia | \| \| Calenia flava \| \| \| \| |
|         | \| \| Calenia flava \| \| \| \| |
|         | Calenia flava                   |
|         |                                 |

|  | Calenia flava |
|  |               |